# Мона Гаммонд
Мона Гаммонд (при народженні Мевіс Чін; нар. 1 січня 1931 — пом. 4 липня 2022) — ямайсько-британська акторка та співзасновниця театральної компанії Talawa. Вона народилася у Твідсайді, Ямайка, у 1959 році Гаммонд іммігрувала до Великої Британії, де прожила до кінця життя. Гаммонд мала тривалу та видатну сценічну кар'єру. Найбільш відома роботою на британському телебаченні, а особливо роллю Блоссом Джексон у мильній опері BBC «Мешканці Іст-Енду».
У 2005 році за внесок у драматичне мистецтво Гаммонд нагороджена орденом Британської імперії. У 2018 році вона отримала нагороду «Жінка світу за життєві досягнення» за її довгу та видатну театральну кар'єру та підтримку темношкірих британських акторів із театральною компанією Talawa.

## Раннє життя
Мевіс Чін народилася 1 січня 1931 року у Твідсайді, округ Кларендон. Її батько був китайцем, а мати — ямайкою. У 1959 році за стипендією Ямайки вона переїхала до Великої Британії та працювала в Norman and Dawbarn Architects. Вона два роки відвідувала вечірні заняття в Міському літературному інституті в Лондоні та отримала стипендію в Королівській академії драматичного мистецтва (КАДМ), яку закінчила в 1964 році.

## Кар'єра
Гаммонд розпочала свою кар'єру на сцені та з'явилася в телевізійних шоу, як-от «Ніжно, ніжно» (1968) й «Усунення несправностей» (1969). Її першою головною роллю була роль Леді Макбет у концертній залі «Раундгаус» у 1970 році в африканській версії п'єси Пітера Коу. Вона виконала головні роль у багатьох п'єсах низки перспективних темношкірих письменників: «Солодка розмова» Майкла Аббенсетса, «11 дім Жозефіни» Альфреда Фагона та кількох п'єс, написаних Мустафою Матурою, зокрема «Як час іде», «Плей Мас» і «Плейбой з Вест-Індії». Вона також провела два роки в Національному театрі в таких постановках, як «Овеча криниця» та «Пер Ґінт» режисера Деклана Доннеллана, а також зіграла в «Суворих випробуваннях».
У 1985 році Гаммонд разом з Івонн Брюстер, Ініго Еспежел і Кармен Манро заснували Talawa Theatre Company, яка стала однією з найвидатніших театральних компаній чорношкірих Великої Британії. У компанії створили відзначені нагородами п'єси про африканську діаспору та переосмислила класичні британські твори. Гаммонд зіграла у кількох виставах, зокрема "Чорні якобінці", «Як важливо бути серйозним» і «Король Лір».
Далі була робота на телебаченні, включно з ролями у фільмах «Суїні» (1976), трисерійному мінісеріалі ATV про темношкірого детектива зі Східного Лондона «Волкотт» (1980–81), «Чорний шовк» (1985), «Джульєтта Браво» (1985); «Плейбой з Вест Індії» (1985), «Нещасний випадок» (1986) і «Коли помирає любов» (1990). Гаммонд двічі з'являлася в серіалі ITV «Вулиця коронації», одна із її ролей Велма Армітедж, матір Ширлі у 1988 році.
З 1994 по 1997 рік вона виконувала роль Блоссом Джексон у мильній опері BBC «Мешканці Іст-Енду». Це її друга персонажка в жанрі мильної опери, раніше вона зіграла другорядну роль акушерки Мішель Фаулер у 1986 році. Вона також іноді з'являлася в мильній опері BBC «Арчери», граючи Мейбл Томпсон, матір померлої дружини Алана Френкса (Джон Телфер).
Гаммонд зіграла багато ролей у телевізійних ситкомах, як-от Сусу у «Дезмондах» (1990–94) та його спін-оффі «Поркі» (1995–96), «Нас, дівчата» (1992–93), у якому вона зіграла бабусю Піннок, «Шеф-кухар!» (1996) і бабуся Сільві Гедлі в «Кроучах» (2003–05).
У 1999 році Гаммонд виконала роль Нен в дитячому телесеріалі «Хлопчик зі свинячим серцем», заснованому на однойменному романі Мелорі Блекман. Серед інших телевізійних робіт Гаммонд — «Поцілунки» (1989), "Випробування та відплата" (1998) як Бібі Гарроу, «Сонячний опік» (1999), «Шкода від шторму» (2000), «Законопроєкт» (2001), «Батько малюка» (2001), «Білі зуби» (2002), «Дотик морозу» (2003), «Голбі Сіті» (2001; 2005; 2011), «Лікарі» (2006) та «Смерть у раю» (2011). Вона також з'явилася в епізоді «Доктора Хто» «Повстання кіберлюдей» як сліпа бабуся Міккі Сміта Ріта-Енн у 2006 році. Серед її фільмів — «Форди на воді» (1983), «Мандерлей» (2005) та «Чумові шузи» (2006). Гаммонд з'явився у фільмі 2008 року «10 тисяч років до нашої ери» режисера Роланда Еммеріха.
На короткий час у жовтні 2010 року вона повторила свою роль Блоссом Джексон у серіалі «Мешканці Іст-Енду»: з'явившись на похороні правнука Біллі Джексона зі своїм екранним онуком Аланом Джексоном.

## Нагороди
У 2005 році Гаммонд отримала орден Британської імперії за заслуги в драматичному мистецтві Великої Британії. У 2006 році Гаммонд отримала нагороду «Натхнення» Едріка Коннора, найвищу нагороду Великої Британії від Screen Nation Film and Television Awards. У 2018 році вона була нагороджена премією «Жінки світу за життєві досягнення» за її довгу та видатну театральну кар'єру та за підтримку темношкірих британських акторів разом з театральною компанією Talawa.

## Особисте життя
З 1965 по 1971 рік Гаммонд була одружена з Майклом Сандерсом.  Народила сина Майкла. У 1973 році одружилася з Джоном Педлером, розлучилися у 1987. 
Останні роки Гаммонд провела в геріатричному пансіонаті для артистів Брінсворт Гаус. У 2018 році її відвідала Меган, герцогиня Сассекська, з королівським візитом.
Гаммонд померла 4 липня 2022 року у віці 91 року. У неї залишилися син Майкл і онука Таллула.

## Часткова фільмографія
- Форди на воді (1983) — мати Вінстона[28]
- Непорочний (2002) — покупчиня[28]
- Життя і смерть Пітера Селлерса (2004) — Рут Аттавей / Служниця Луїза[28]
- Мандерлей (2005) — Стара Вілма[28]
- Доктор Хто (2006) — Рита-Енн Сміт[28]
- Уяви нас разом (2005) — місіс Едвардс[28]
- Чумові шузи (2005) — Пет[28]
- 10 тисяч років до нашої ери (2007) — Стара мати[28]
- Бурлескні казки (2009) — Дружина Смерті[28]
- Коріолан (2011) — жінка з Ямайки[28]
- Мешканці Іст-Енду (мильна опера BBC) (1994—1997, 2010) — Блоссом Джексон[28]